# واسبک
واسبک (به آلمانی: Wasbek) یک شهر در آلمان است که در رندسبورگ-اکرنفورده واقع شده‌است.
 واسبک  ۲٬۲۳۸ نفر جمعیت دارد.